# Chiropetalum cremnophilum
Chiropetalum cremnophilum är en törelväxtart som beskrevs av Ivan Murray Johnston. Chiropetalum cremnophilum ingår i släktet Chiropetalum och familjen törelväxter. Inga underarter finns listade i Catalogue of Life.